# Shin Aomori
Shin Aomori nome d'arte di Kazuo Ichinohe (Aomori, 20 ottobre 1941) è un doppiatore e attore giapponese.

## Biografia
Noto soprattutto come doppiatore, fu affiliato con la Sigma Seven e successivamente alla Tokyo Actor e alla Aoni Production.
Tra i personaggi da lui doppiati ci sono stati Kibith in Dragon Ball e Don Chinjao in One Piece. Nell'animazione occidentale diede voce al Dr Drakken in Kim Possible.

## Doppiaggio parziale

### Serie animate
- After War Gundam X - Fixx Bloodman
- Aquarion - Johannes
- Black Cat - Torneo Rudman
- Blue Comet SPT Layzner - Zuul
- City Hunter - Master
- Detective Conan - Masayuki Ogawa
- Digimon Ghost Game - Jyureimon
- Dragon Ball - Sergente Metallic
- Dragon Ball Z - Shenron (ep. 240), Kibith, Mighty Mask
- Dragon Ball GT - Chi Shenron
- Dragon Ball Kai - Kibith
- Dragon Ball Super - Kibith
- Dragon Ball Daima - Kibith
- Dragon Quest - Matoriv
- Fullmetal Alchemist - Basque Grand, dottore (ep. 3)
- Fullmetal Alchemist: Brotherhood - Basque Grand
- Il giro del mondo di Willy Fog - Weston, oste
- Mobile Fighter G Gundam - Karato
- Nodame Cantabile - Seiichiro Myoshi
- One Piece - Don Chinjao
- Onihei - Shusui Tsuboi
- Shaman King (serie 2021) - Nonno di Horohoro
- Yu Yu Hakusho - Kuro Momotaro

### OAV
- Battle Royal High School - Baba
- Dragon's Heaven - Cavaliere
- Mad Bull 34 - Black Tattoo
- Mobile Suit Gundam 0083: Stardust Memory - Yuri Hasler
- Sohryuden: Legend of the Dragon Kings - Seiichiro Toba

### Film animati
- Black Jack - La sindrome di Moira - Brane
- Dragon Ball - Il torneo di Miifan - Sergente Metallic
- Dragon Ball Z - L'eroe del pianeta Conuts - Hildegarn
- Dragon Ball Super: Broly - Maggiordomo di Re Vegeta
- Dragon Quest: The Adventure of Dai - La rinascita dei sei comandanti - Matoriv
- Mobile Suit Gundam 0083: L'ultima scintilla di Zeon - Yuri Hasler

### Videogiochi
- Atelier Shallie: Alchemists of the Dusk Sea - Teokhuga
- Dragon Ball Z: Budokai 3 - Kibith
- Dragon Ball Z: Budokai Tenkaichi 2 - Hildegarn
- Dragon Ball Z: Shin Budokai 2 - Kibith
- Dragon Ball Z: Budokai Tenkaichi 3 - Hildegarn
- Dragon Ball: Revenge of King Piccolo - Sergente Metallic
- Dragon Ball Z: Ultimate Tenkaichi - Hildegarn, Kibith
- Dragon Ball Z: Battle of Z - Hildegarn
- Dragon Ball Z: Kakarot - Kibith
- Dragon Ball: Sparking! Zero - Hildegarn
- Final Fantasy VII Rebirth - Sindaco Zander
- Fullmetal Alchemist Mobile - Basque Grand
- God of War III - Efesto
- Kingdom Hearts III - Joshamee Gibbs
- Klonoa 2: Lunatea's Veil - Momett
- Mobile Suit Gundam: Encounters in Space - Yuri Hasler
- Persona 3 Reload - Mutatsu
- Tales of Arise - Kelzalik
- Valkyria Chronicles 4 - Andre Dunois

### Ruoli di doppiaggio
- Aaahh!!! Real Monsters - Gromble
- Fievel - Il tesoro dell'isola di Manhattan - Papa Toposkowitz
- Fievel - Il mistero del mostro della notte - Papa Toposkowitz
- Galline in fuga - Nick
- I Simpson - Seymour Skinner, Uomo dei fumetti, Capitano McAllister
- I Simpson - Il film - Uomo dei fumetti
- Kim Possible - Dr. Drakken
- Kim Possible - Viaggio nel tempo - Dr. Drakken
- Kim Possible - La sfida finale - Dr. Drakken
- Next Avengers - Gli eroi di domani - Bruce Banner
- T come Tigro... e tutti gli amici di Winnie the Pooh - Narratore
- Winnie the Pooh - Nuove avventure nel Bosco dei 100 Acri - Narratore